# 극장판 도라에몽: 진구의 태양왕전설
극장판 도라에몽: 진구의 태양왕전설 (映画ドラえもん のび太の太陽王伝説)은 후지코 F. 후지오의 만화 도라에몽의 에피소드 중 하나이자
2000년 3월 11일에 개봉한 도라에몽 21번째 영화(극장판)다. 또한 이 작품은 도라에몽 탄생 30주년 기념 작품이다.

## 줄거리
진구와 도라에몽은 우연히 1500년 전의 '마야나 제국'으로 들어온다. 이후 자신의 제국을 구하기 위해 동분서주하는 티오왕자와 진구는 서로의 외모가 동일하다는 것을 이용하여 서로 바꿔서 살기로 했다. 마야 제국에 남은 진구는 왕자의 대우를 받는다. 한편 진구와 완벽하게 동일한 외모를 지닌 티오 왕자는 진구가 살고 있는 1980년의 일본으로 가게 된다. 거기서 티오 왕자는 자동차를 덩지 큰 철괴물로 오인하고 공포에 질린다. 티오 왕자가 진구의 동네 이곳 저곳으로 돌아다니던 도중 티오 왕자를 진구로 오인한 타케시(퉁퉁이)와 싸움이 붙었다. 타케시를 일방적으로 폭행한 끝에 티오 왕자가 타케시를 쓰러뜨리자 타케시는 진구가 달라졌다며 놀란다. 이에 도라에몽이 해명을 하고 마야제국을 구하기 위한 도라에몽 일행의 여행은 시작된다.

## 무대
서기 1500년 경의 마야 제국을 무대로 삼았다.

## 등장 인물
티오 왕자
마야나 제국의 왕자. 진구와 완벽하게 동일한 외모를 지녔으나 진구와는 달리 매우 용맹하다. 타케시(퉁퉁이)를 때려눕힐 만큼 무술 실력이 좋다. 또한 성격 역시 노비타와는 달리 냉철하고 결단력이 좋다.
쿠쿠
티오 왕자의 무술훈련담당 교관의 딸. 티오 왕자에게 호감을 갖고 있지만, 그것을 온전히 전하지 못해 갈등하던 중 레디나의 음모에 빠져 납치당한다.

##### 이사말
마야나 제국의 무술 교관이자 쿠쿠의 아버지. 크고 강인한 근육질 몸, 갈색 피부에 덥수룩한 턱수염과 체모를 가진 전사이다. 매번 훈련을 빼놓지 않아 땀냄새가 난다. 딸 쿠쿠가 납치당하자, 창과 전투 복장을 준비해 원정에 나선다.
레디나
마야나 제국의 신관. 그러나 주술로 사람들을 현혹시키자 제국에서 쫓겨났다. 이에 앙심을 품고 저주로 마야제국을 도탄에 빠뜨리고 티오 왕자의 어머니의 의식을 잃게 했다, 그리고 쿠쿠를 북쪽 어둠의 신전으로 끌고 갔다.
카카오,모카
티오의 대결 상대이다. 티오가 포포로에 의해서 깨어나 어둠의신전에 다다랐을 때 마야제국(마야나국)¹사람을 이끌고 왔다
¹:번역판의 이름

## 기타
이 작품은 우리나라에서는 2010년 5월 5일 챔프와 애니원에서 첫 방송을 했으며 그 이후에도 방송한적이 있다.